# Джордж Таборі
Джордж Таборі (угор. Tábori György, англ. George Tabori; 24 травня 1914, Будапешт, Австро-Угорщина, — 23 липня 2007, Берлін, Німеччина) — американський, німецький та австрійський письменник, драматург, сценарист, журналіст, театральний режисер, перекладач угорського походження з єврейським корінням. Працював у Великій Британії, США, Німеччині, Австрії, писав німецькою та англійською мовами.

## Біографія
Народився у єврейській родині, син журналіста. У 1932 році його відправили вчитися готельній справі до Німеччини, він жив у Берліні та Дрездені. У 1935 році емігрував до Лондона, займався перекладами та журналістикою, працював на Бі-Бі-Сі. У 1939—1941 роках служив кореспондентом у Болгарії та Туреччині, у 1941—1943 роках був із британською армією на Близькому Сході, написав тут свій перший роман «Під кам'яною брилою» (1945). Його батько 1944 року загинув в Освенцимі, мати дивом врятувалася. Основною темою творчості Таборі стали пам'ять про нацизм і Голокост.
З 1945 року працював у Голлівуді, його сценарії, поряд з іншими, ставили Альфред Гічкок («Я сповідаюся», 1955), Джозеф Лоузі («Secret Ceremony», за романом Марко Деневі, 1968), Анатоль Літвак («Подорож»), п'єси — Еліа Казан («Flight into Egypt», 1952). Відвідував студію Лі Страсберга. Познайомився з Томасом Манном, Ліоном Фейхтвангером, Бертольтом Брехтом, п'єси якого перекладав та ставив. Перекладав також Т. Манна, Макса Фріша та ін. За часів маккартизму потрапив до «чорного списку».
1969 року повернувся до Європи, а 1971 року — до Німеччини. У 1975—1978 роках керував у Бремені лабораторією експериментального театру (нім. Bremer Theaterlabor), де поставив «Голодаря» Кафки, «Медею» Евріпіда, «Чекаючи на Годо» Беккета. У 1987—1990 роках керував у Відні театром «Коло». Поставив у Німеччині та Австрії «Отелло» Шекспіра, «Паяцев» Леонкавалло, власні антифашистські п'єси-фарси «Матушкін кураж» (1979), «Майн кампф» (1987) та ін. З 1999 року працював у театрі «Берлінер ансамбль».